# Jüdische Gemeinde Allersheim
Eine Jüdische Gemeinde in Allersheim, einem Gemeindeteil von Giebelstadt im unterfränkischen Landkreis Würzburg in Bayern, bestand seit Mitte des 17. Jahrhunderts.

## Geschichte
Die Freiherren Geyer von Giebelstadt besaßen Allersheim von der Mitte des 16. bis Anfang des 18. Jahrhunderts als Lehen des Hochstiftes Würzburg und erlaubten die Ansiedlung von Juden. Die Bürgermeisterrechnungen von 1693 und den folgenden Jahren nennen die Namen der jüdischen Haushaltsvorstände: Feußlein, Löb, Marx, Morgel und Sussmann. 
Der jüdische Friedhof in Allersheim wurde 1665 als Verbandsfriedhof angelegt. Im Laufe des 18. Jahrhunderts nahm die Zahl der jüdischen Bewohner in Allersheim kontinuierlich zu, so dass um 1748 neben 26 christlichen Familien 12 jüdische Familien im Ort lebten, die vor allem vom Handel mit Waren des täglichen Bedarfs lebten. 
Die jüdische Gemeinde war dem Ritterschaftlichen Oberrabbinatsbezirk mit Sitz in Heidingsfeld unterstellt. Die Höchstzahl von 90 Personen erreichte der jüdische Bevölkerungsanteil 1816, als der Ort insgesamt 331 Einwohner hatte. Nach dem Bayerischen Judenedikt von 1813 wurden der jüdischen Gemeinde in Allersheim 17 Matrikelstellen zugewiesen, d. h. maximal 17 jüdischen Familien war es erlaubt im Ort zu leben. 1822 und 1824 wurde die Zahl um je eine Familie erhöht.
Die Haushaltsvorstände waren 1813 (mit neu angenommenen Familiennamen und Erwerbszweig): Joseph Samuel Adler (Pferdehandel), Abraham Seckel Friedlein (Schacherhandel), Geja Anschel Seckel Friedlein (Warenhandel und Viehschlachten), Jeremias Seckel Friedlein (Handel), Moses Seckel Friedlein (Altwaren), Isaak Löw Grünbaum (Handel mit alten Kleidern), Isaac Jacob Neuburger (Pferdehandel), Ischa Simon Neuherr (Spezereihandel), Moses Isaac Neumark (Handel), Raphael Abraham Rosenthal (Viehhandel), Wolf Abraham Rosenthal (Viehhandel), Grela Löw Wolf Rothstein (Viehhandel), Samuel Wolf Rothstein (Handel mit Waren), Wolf Samuel Rothstein (ohne Erwerb), Manasses Salomon Stern (Handel), Jacob Kallmann Tischbecker (Kleiderhandel) und Minkela Binges Weikersheimer (ohne Erwerb).
Die Erwerbszweige der jüdischen Bewohner in Allersheim veränderten sich im Laufe der Zeit dahingehend, dass 1848 zwei im Handwerk tätig waren, vier betrieben eine selbständige Landwirtschaft, zwei einen Kramhandel, zwei lebten vom Schacherhandel und sechs weitere von anderen Erwerbszweigen. 
Durch Aus- und Abwanderung, vor allem nach Würzburg, ging die Zahl der jüdischen Gemeindeglieder in der zweiten Hälfte des 19. Jahrhunderts stark zurück. Bereits in den 1870er Jahren konnte kein Minjan, die zum Gottesdienst notwendige Zehnzahl religionsmündiger Männer, mehr erreicht werden. 1901 wurde auf Antrag der Gemeindevorsteher Abraham Weissbart und Julius Rothstein vom Bezirksamt Ochsenfurt die Auflösung der jüdischen Gemeinde in Allersheim verfügt und die jüdischen Einwohner des Ortes wurden der jüdischen Gemeinde in Bütthard zugeordnet.

## Schule
Im Jahr 1768 wurde in einem Wohnhaus eine jüdische Schule eingerichtet und bald darauf wurde ein eigener Lehrer angestellt, der auch als Vorbeter und Schochet tätig war. Der Lehrer wohnte unentgeltlich im Schulhaus. 1872 wurde die jüdische Religionsschule nur noch von zwei Schülern besucht und danach geschlossen. Der Lehrer Abraham Weissbart wurde dann Religionslehrer in Bütthard.

## Synagoge und Rabbiner
Eine Synagoge wird erstmals 1718 genannt. Im Synagogengebäude (Hauptstraße 20) war auch die Wohnung des Rabbiners und ein rituelles Bad (Mikwe) im Keller eingerichtet. 1886 wurde das Synagogengebäude von der Israelitischen Friedhofskorporation Allersheim übernommen und 1901 wurden die Ritualien der Synagoge und das Memorbuch in die Synagoge von Bütthard gebracht. 1911 wurde das Synagogengebäude für 900 Mark verkauft und der neue Besitzer baute das Gebäude zu einem Wohnhaus um. 
Allersheim hatte zeitweise einen eigenen Rabbiner, der seine Wohnung im Synagogengebäude hatte. 1770/71 wird Joel Simson genannt und 1804 Calm Jud. Seit 1828 war Rabbiner und Lehrer Samuel Weissbart, nach 1868 kurze Zeit Elias Weissbart und schließlich bis zu seinem Tod 1902 Abraham Weissbart.

## Gemeindeentwicklung
| Jahr | Gemeindemitglieder                |
| ---- | --------------------------------- |
| 1718 | 9 Familien                        |
| 1748 | 12 Familien                       |
| 1797 | 18 Familien, 1,8 % der Einwohner  |
| 1816 | 90 Personen, 27,9 % der Einwohner |
| 1837 | 85 Personen, 22,4 % der Einwohner |
| 1848 | 81 Personen                       |
| 1867 | 67 Person, 20,6 % der Einwohner   |
| 1880 | 8 Personen von 327 Einwohnern     |
| 1900 | 6 Personen von 333 Einwohnern     |
| 1930 | 3 Personen                        |
| 1933 | 4 Personen (= Familie Baumann)    |

## Nationalsozialistische Verfolgung
In der Zeit des Nationalsozialismus wurde im Laufe der Novemberpogrome 1938 die Wohnungseinrichtung des Friedhofsaufsehers Heinrich Baumann verwüstet und er selbst wurde in das Gefängnis von Ochsenfurt gebracht. Im März 1942 wurde Heinrich Baumann (* 26. August 1877 in Untererthal) mit seiner Frau Jenny geborene Blumenthal (* 6. März 1883 in Großeicholzheim) nach Izbica deportiert und ermordet. 
Das Gedenkbuch des Bundesarchivs verzeichnet weitere zwei in Allersheim geborene jüdische Bürger, die dem Völkermord des nationalsozialistischen Regimes zum Opfer fielen.: Arnold Friedlein (* 11. September 1867 in Allersheim) und Tilli Weißbarth (* 20. Januar 1883 in Allersheim).